# Kruchego świata echem
Kruchego świata echem – drugi singel promocyjny z debiutanckiego albumu grupy De Su. Na singlu oraz w teledysku znajduje się inna wersja piosenki (z chórkiem) niż na albumie. Numer katalogowy singla – ZIC 0049L/578562-2. W powstaniu singla i albumu De Su uczestniczyli muzycy Varius Manx.

## Twórcy
- muzyka, produkcja – Robert Janson
- tekst – Małgorzata Pruszyńska
- śpiew – De Su
- realizacja – Michał Przytyła w Studio CCS
- mastering – Julita Emanuiłow
- instrumenty klawiszowe – Paweł Marciniak
- saksofon – Rafał Kokot
- gitary – Michał Marciniak
- perkusja – Sławomir Romanowski
- zdjęcie singla – Paweł Figurski
- projekt singla – Katarzyna Mrożewska z Van Art Studio

## Teledysk
Został wyreżyserowany w 1996 r. przez Janusza Kołodrubca.

## Pozycje na listach przebojów
| Polska | Lp3 | LPMN | SLiP |
| ------ | --- | ---- | ---- |
|        | 24  | --   | 13   |